# هفته‌نامه گل‌آقا
هفته‌نامه گل‌آقا، یکی از مشهورترین مجلات طنز در تاریخ مطبوعات ایران.
اولین شماره هفته‌نامه گل‌آقا اول آبان ۱۳۶۹ با قیمت ۱۵ تومان انتشار یافت و گفته‌شده که همه نسخه‌های آن تا پیش از ظهر به فروش رفت. هفته‌نامه طنز و کاریکاتور گل‌آقا، با شعار «خنده بر هر درد بی‌درمان دواست»، منتشر می‌شد. کیومرث صابری فومنی، پیش از راه‌اندازی هفته‌نامه گل‌آقا، از ۲۳ دی ۱۳۶۳، ستون طنز سیاسی با عنوان «دو کلمه حرف حساب» را در صفحه سوم روزنامه اطلاعات راه‌اندازی کرد و مطالب خود را با نام مستعار «گل‌آقا» امضا می‌کرد. گفته شده یکی از سوژه‌های اصلی نقد عملکرد دولتمردان، حسن حبیبی، معاون اول در دولت‌های اکبر هاشمی رفسنجانی و محمد خاتمی بوده است.
چنانکه احمد عربانی، کاریکاتوریست هفته‌نامه گل‌آقا، به‌نقل از صابری فومنی گفته، سه‌شنبه‌ها که هفته‌نامه گل‌آقا منتشر می‌شده، کابینه دولت شلوغ می‌شده و مجله در جلسات هیئت دولت دست‌به‌دست می‌شده است. به‌گفته عربانی، هفته‌نامه گل‌آقا در فضای خشک سیاسی دهه‌های ۱۳۶۰ و ۱۳۷۰، خط‌شکن تمامی رسانه‌ها در زمینه طنز سیاسی بوده است.
هفته‌نامه گل‌آقا، ۲ آبان ۱۳۸۱، در دوازدهمین سالگرد انتشار خود، و همزمان با چاپ شماره ۵۴۸، با تصمیم کیومرث صابری فومنی، تعطیل شد و دلایل این تصمیم هیچ‌گاه اعلام نشد. با این حال، مجله گل‌آقا پس از شش سال توقف، بار دیگر از ۲۶ اردیبهشت ۱۳۸۷، از سوی پوپک صابری، دختر گل‌آقا، انتشار یافت و پس از انتشار ۲۰ شماره، در سوم دی‌ماه ۱۳۸۷، به‌خواست پوپک صابری، مدیرمسئول وقت هفته‌نامه گل‌آقا، متوقف شد.
به‌گفته ابراهیم نبوی، یکی از همکاران هفته‌نامه گل‌آقا، تیراژ این هفته‌نامه پس از آنکه مطالبی از روشنفکران دگراندیش منتشر کرد و از عباس معروفی حمایت نمود، تا ۱۶۰ هزار نسخه افزایش یافت، اما پس از چندی، صابری فومنی تصمیم گرفت مجله را از سیاست دور سازد و از همین رو بود که تیراژ آن به ۶۰ هزار نسخه کاهش یافت.
گفته‌شده که هفته‌نامه گل‌آقا از بسیاری جهات وامدار نشریه طنز توفیق بوده و غیر از اینکه صابری فومنی خود طنزنویسی را از این مجله آغاز کرده، هفته‌نامه گل‌آقا در فرم و قالب‌بندی متن به‌شکل ستون‌های ثابت نیز از توفیق اثر پذیرفته بود و تنها تفاوت گل‌آقا با توفیق، در رویکرد محتوایی مجله بود که برخلاف توفیق، قصد رویارویی با حکومت را نداشت و تنها به‌دنبال اصلاح‌گری بود.